# Tyrannochromis
Tyrannochromis is een geslacht van straalvinnige vissen uit de familie van de cichliden (Cichlidae).

## Soorten
- Tyrannochromis macrostoma (Regan, 1922)
- Tyrannochromis maculiceps (Ahl, 1926)
- Tyrannochromis nigriventer Eccles, 1989
- Tyrannochromis polyodon (Trewavas, 1935)